# VfL Herzlake
Verein für Leibesübungen Herzlake von 1921 e.V. é uma agremiação esportiva fundada em 1921, sediada em Herzlake, na Baixa Saxônia.

## História
Além do departamento de futebol, o clube tem seções de handebol, ginástica e vôlei. O clube foi fundado em 1921 como Fußball-Club Herzlake e, em 1927, foi renomeado Deutsche Jugendkraft Grün-Weiß Hertzlake como parte da DJK-Sportverband, uma organização esportiva nacional patrocinada pela Igreja Católica. Com a ascensão ao poder do nazismo, os times formados pela Igreja e por trabalhadores foram considerados indesejáveis e por isso o Herzlake desapareceu em 1934. 
Com o fim da Segunda Guerra Mundial e do colapso do Terceiro Reich muitos clubes previamente banidos foram restabelecidos, incluindo o Herzlake, que foi reformulado como Verein für Leibesübungen Herzlake em 1946. A equipe teve seus primeiros sucessos em nível local nos início dos anos 70, avançando para a Landesliga Niedersachsen (V), em 1975, e de lá, em 1982, na Verbandsliga Niedersachsen (IV), pela qual conquistou títulos em 1985, 1987 e 1988. Um play-off bem-sucedido, em 1988, o levou à Oberliga Nord (III) na qual a seguir fez más temporadas. Em 1993, no entanto, conquistou o título da divisão e tomou parte na rodada de promoção para a 2. Bundesliga, porém, não conseguindo o tão sonhado acesso.
A equipe se manteve competitiva em meados dos anos 90 em que disputou a então Regionalliga Nord (III), antes de ser rebatizado VfL Hasetal Herzlake em 1997. Disputou mais duas temporadas na Regionalliga antes de terminar na zona de rebaixamento ao fim da temporada 1998-99. O mau estado financeiro o levou até a Kreisliga Emsland (VIII) e o time retomou a antiga denominação VfL Herzlake. Contudo, a mudança não surtiu efeito. Caiu para a Kreisklasse Weser/Ems (IX), em 2000.

## Títulos
- Verbandsliga Niedersachsen (IV) Campeão: 1985, 1987, 1988;
- Amateuroberliga Nord (III) Campeão: 1993;

## Fonte
- Grüne, Hardy (2001). Vereinslexikon. Kassel: AGON Sportverlag ISBN 3-89784-147-9